# Rainmaker (finanza)
Con il termine inglese rainmaker (in italiano colui che produce la pioggia oppure colui che fa piovere) ci si riferisce, nell'ambito del mondo finanziario, ad una persona che generalmente fa accadere le cose e, in tale contesto, viene utilizzato per indicare un individuo di grande rispetto. Il termine viene spesso utilizzato in relazione ad operazioni finanziarie (di fusione ed acquisizione).
Il termine è poi usato nel gergo finanziario dei banchieri d’affari per identificare un banker che, grazie alle proprie capacità di persuasione sulle società clienti, è in grado di far concludere grandi operazioni finanziarie.
L’origine del significato finanziario di rainmaker è probabilmente da ricercare nella pratica religiosa degli Indiani d’America di danzare per esortare le divinità a mandare la pioggia per favorire le colture. Durante i periodi di siccità, ad esempio, il rainmaker ballava e cantava, e la tribù riteneva che fosse questa attività a causare magicamente il sopraggiungere delle nubi e quindi della pioggia. Per analogia, in ambito finanziario, il rainmaker è colui che porta magicamente nuovi affari e nuovi clienti a un’azienda, e la pioggia è semplicemente una metafora del denaro.